# Liisa Lilleste
Liisa Lilleste (* 18. April 1985) ist eine estnische Fußballspielerin.
Lilleste spielt aktuell beim Pärnu JK und bestritt bisher 19 Länderspiele für die Nationalmannschaft Estland.